# Claude Gassian
Claude Gassian, né à Paris le 24 septembre 1949, est un photographe français spécialisé dans les portraits de personnalités du monde de la musique. Dans le domaine du rock anglo-saxon, il a notamment photographié Jimi Hendrix, Jim Morrison, les Rolling Stones, Bob Dylan, Bob Marley, Eric Clapton, Bruce Springsteen, Frank Zappa, James Brown, Patti Smith, Joe Strummer, Eurythmics, Prince, Leonard Cohen. Il a ensuite étendu son registre en photographiant entre autres Jean-Jacques Goldman, Johnny Hallyday, Serge Gainsbourg, Vanessa Paradis, Matthieu Chedid, Mylène Farmer, Madonna, Massive Attack, PJ Harvey, ou encore Björk,,.
En 2001, Claude Gassian a sorti un livre Gassian : Photographies 1970-2001  (ISBN 2732427969) aux éditions La Martinière, retraçant sa carrière à travers plus de 300 clichés.
En 2013, Claude Gassian et l'écrivain Guillaume Barbot sortent conjointement un roman aux éditions d'Empiria : Sans Faute de frappe.
Le 11 mars 2021, trente de ses photographies de rock stars sont mises en vente aux enchères chez Sotheby's,,.

## Livres de photographies
- Goldman, Paris, Paul Putti, 1988, 121 p.  (ISBN 2-907664-00-X) ; légendes de Didier Varrod, Bernard Schmitt et Jean-Jacques Goldman.
- Renaud, Paris, Paul Putti, 1989, 128 p. ; les photographies sont légendées par Renaud.
- Rock images 1970/90 : 350 photos de Claude Gassian, Paris, Paul Putti, 1989[8].
- Patricia Kaas : tour de charme, Paris, Lafon, 1994, 127 p.  (ISBN 9782840980490) ; texte de Gilles Médioni.
- Vanessa Paradis : Natural high tour, Paris, Vade retro, 1994, 92 p.  (ISBN 2-909828-03-4) : photographies de la tournée de la chanteuse en 1993-1994.
- (en) Prince presents Neo manifesto : audentes fortuna juvat, Chanhassen (Minnesota), Paisley Park Enterprises, 1994 : photographies de la tournée Act II de Prince à l'été 1993 en Europe.
- Hors saison. Francis Cabrel, Paris, Éditions Chandelle, 1997, 112 p.  (ISBN 2-911962-05-2).
- M - Qui de nous deux, Paris, Flammarion, 2004, 256 p.  (ISBN 2-08-011328-3) ; textes de Matthieu Chedid.
- Avant que l'ombre... À Bercy, Paris, Carrière, 2006  (ISBN 9782843374333) : ouvrage consacré à Mylène Farmer.
- Cali & Miossec : rencontre au fil de l'autre, Latresne, éditions Le bord de l'eau, 2006  (ISBN 2-915651-42-6) ; entretien avec Cali et Miossec par Grégoire Laville et Yves Colin ; préface de Laurent Lavige.
- Vanessa Paradis. Divinidylle Tour, Paris, A. Carrière, 2008, 192 p.  (ISBN 978-2-8433-7523-1).
- Chanson(s) française, Grenoble, éditions Glénat, 2017, 320 p.  (ISBN 978-2-344-02574-1), textes de Dominique A.[9],[10].

## Expositions
- 1983 : Rolling Stones, Espace Canon, Paris.
- 1985 : Rencontres de la photographie d'Arles.
- 1990 : "Rockimages", dans toutes les FNAC
- 1995 : « M.T.V. Awards » à Paris
- 1996 : « The Cool & The Crazy » à New-York et Washington
- 2002 : Double vie, Galerie Acte2, Paris[11].
- 5 juin 3 août 2003 : Claude Gassian : intersections, Musée d'art contemporain, Lyon[12].
- 2004 : "Rockfolio" au festival Rock en Seine, Paris
- 2007 : "Anonymous" à la Govinda Gallery à Washington[13]
- 2010 : Rencontres de la photographie d'Arles, projection au Théâtre Antique[14]
- 2011 : "Tracés électriques" à la Galerie Serge Aboukrat, Paris
- 2012 : "Forever Young", à la Galerie Suzanne Tarasiève, Paris
- 2 mai - 27 juillet 2012 : Séquences, A. Galerie, Paris[2],[15],[16].
- 2013 : "Backstage", à la Galerie Jean-Marc Lelouche, Paris
- 2014 : "Music (Stones et autres anonymes...), à la A Galerie, Bruxelles
- 2017 : Léonard Cohen, à l'Institut Lumière, Lyon[17]
- 18 septembre 2021 - 5 janvier 2022 : 17ème festival international de photographie “l’Oeil en Seyne”, à la villa Tamaris, La Seyne-sur-Mer[18].